# Vodárenská věž (Segedín)
Vodárenská věž ve městě Segedín v jižním Maďarsku je památkově chráněná stavba. Stojí na Svatoštěpánském náměstí. Postavena byla roku 1904. Navrhl ji Szilárd Zielinski. Vodárenská věž byla v tehdejším Zalitavsku historicky druhá, která vznikla z železobetonu.
Realizace tohoto projektu byla ve své době vnímána jako velký úspěch. Aby město uspokojilo rostoucí poptávku po vodě, rozhodlo se vybudovat síť vysokotlakých a nízkotlakých vodovodů. Její součástí byla zmíněná věž.
Stavba je v provozu již od svého dokončení v roce 1904. Nepoškodila ji ani první, ani druhá světová válka. V letech 1959 až 1960 byla opravena fasáda budovy. Roku 2003 se stala památkově chráněným objektem a v letech 2005 až 2006 se uskutečnila rekonstrukce objektu, k ní navazovala i renovace souvisejícího náměstí.